# Han Cshanghva
Han Cshanghva (hangul: 한창화, handzsa: 韓昌華, RR: Han Chang-hwa; 1922. november 3. – 2006. április 18.) dél-koreai labdarúgóhátvéd.